# Os Três da Vida Airada
Os Três da Vida Airada (portugiesisch für: Die drei des zügellosen Lebens) ist eine romantische Filmkomödie des portugiesischen Regisseurs Perdigão Queiroga aus dem Jahr 1952. Der Film wird der Comédia portuguesa zugerechnet.

## Handlung
Der Witwer Lucas lebt mit seiner Patentochter Lena in einer kleinen Lissabonner Wohnung. Er ist Inhaber einer kleinen Druckerei und unzertrennlich von seinem Angestellten Lico, der Lena verehrt. Alle drei verbindet ihre Liebe zum Theater, dem sie in der Laienspielgruppe ihres Viertels nachgehen.
Während der vom Schauspiel besessene Lucas nichts vom kommerziellen Theaterbetrieb hält, träumt Lico insgeheim von einem Leben als Berufsschauspieler. Die drei lernen Rui Seabra kennen, Leiter des großen Teatro Continental, der sich für ihre Arbeit interessiert, ohne sich zunächst als Veranstalter zu erkennen zu geben. Er besucht eine von Pannen begleitete Probe ihres Nachbarschaftstheaters. Angetan vom Eifer aller Beteiligten, tritt er dem Theaterverein bei, übergibt eine großzügige Spende an die chronisch klamme Theatergruppe, und freundet sich mit den dreien an.
Rui und Lena kommen sich danach näher, sehr zum Missfallen Licos, der jedoch durch Rui einen Zugang zur ersehnten professionellen Schauspielkarriere am großen Teatro Continental erhält. Nach einer Reihe Missverständnisse entzweien sich alle wieder, doch kann Rui die Missverständnisse nach und nach aufklären, mit Hilfe von Lucas, der die tatsächlichen Verhältnisse zu verstehen beginnt und über seinen Schatten springt, um die Dinge zu richten und allen Beteiligten zum Glück zu verhelfen.

## Rezeption

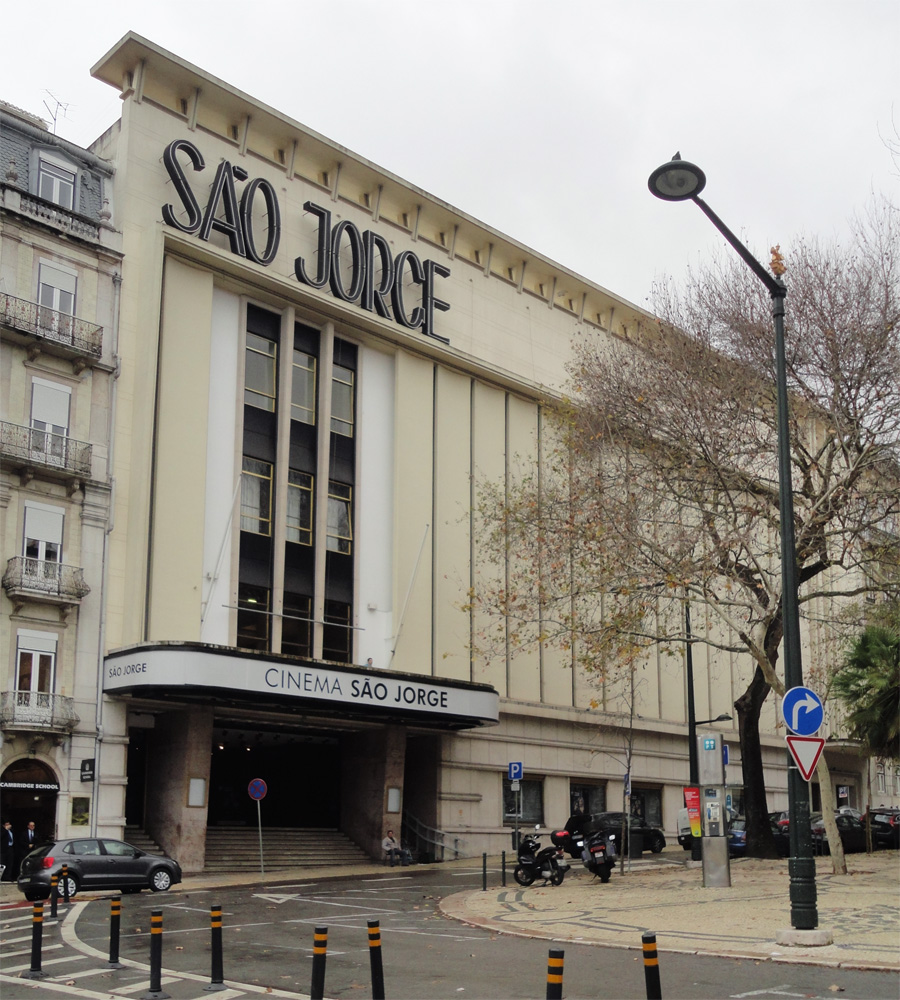
Im Cinema São Jorge an der Avenida da Liberdade hatte der Film 1952 Premiere.

Der Film feierte am 21. August 1952 Premiere im Lissabonner Kino Cinema São Jorge. Es finden sich in ihm eine Reihe Anspielungen an die zeitgenössische Theaterlandschaft der Hauptstadt. So ist das Teatro Continental eine Anspielung auf das Teatro Monumental, das 1951 an der Praça do Saldanha eröffnet hatte und mit moderner Einrichtung und großzügigen Ausmaßen neue Maßstäbe in der Theaterlandschaft setzte. Das Haus, das neben dem Theater auch einen monumentalen modernen Kinosaal beherbergte, wurde von Vasco Morgado geleitet, der im Film auch den Leiter des Teatro Continental spielt (das Haus wurde 1984 geschlossen und existiert heute nicht mehr).
Produziert von der portugiesischen Lisboa Filme und laut Vorspann von der südafrikanischen Apollo Films, versuchte der Film an die erfolgreichen Lissabonner Komödien der 1930er und 40er Jahren anzuknüpfen, sowohl in der Machart (von komischen Dialogen über romantischen Verstrickungen bis zu Musik- und Tanzeinlagen) als auch der Besetzung, mit dem ausdrucksstarken Vollblutschauspieler António Silva und der populären Milú. Zuvor hatte der Regisseur in zwei Anläufen versucht, zu einer inhaltlichen Weiterentwicklung des Portugiesischen Films beizutragen, trotz der unnachgiebigen Zensur des Estado Novo-Regimes, den sturen systemtreuen Schaltstellen des Filmbetriebs und dem nachlassenden Zuschauerzuspruch. Nach seinen etwas ambitionierteren, aber erfolglosen und schwieriger zu realisierenden Filmen Sonhar É Fácil (1951) und Madragoa (1952) wandte er sich mit diesem Film endgültig dem konventionellen Unterhaltungsfilm zu. Den Niedergang des portugiesischen Films konnte er aber gegen den Zeitgeist und die aufkommende Konkurrenz des Fernsehens damit nicht aufhalten, und das Publikum wendete sich weiter vom heimischen Kino ab.
Os Três da Vida Airada wurde auch von der Kritik durchweg schlecht aufgenommen, zu platt und stellenweise pathetisch sah sie die Handlung und zu hölzern viele Dialoge, von denen sie bei einem Autor namens Manuel da Fonseca sehr viel mehr erwartet hatte. Allenfalls handwerklich fiel der Film nicht vollständig durch.
Der Film wurde mehrmals von Lusomundo wiederveröffentlicht, erst als VHS-Kassette, und 2004 als DVD.